# Przerost łechtaczki
Przerost łechtaczki (klitoromegalia, hipertrofia łechtaczki, łac. macroclitoris, ang. macroclitoris, clitoromegaly, clitorimegaly) – stan, w którym łechtaczka jest niefizjologicznie dużej wielkości. Klitoromegalia nie powinna być mylona z fizjologicznym stanem powiększenia objętości narządu wskutek pobudzenia seksualnego, czyli erekcji łechtaczki. Przerost łechtaczki zazwyczaj towarzyszy innym wrodzonym anomaliom budowy zewnętrznych narządów płciowych. 
Nie ustalono normy wielkości łechtaczki; według Atlas of Human Sex Anatomy (1949) prawidłowa łechtaczka ma średnicę 3–4 mm i 4–5 mm długości. Skala Pradera nie określa wielkości zewnętrznych narządów płciowych; opiera się na subiektywnej ocenie ich kształtu, 1. stopień skali odpowiada przerostowi łechtaczki i żeńskimi narządami płciowymi zewnętrznymi, 5. stopień określa pseudopenis i zewnętrzne narządy płciowe wyglądające jak męskie.

## Etiologia
Zdecydowanie najczęściej przerost łechtaczki jest wrodzony. Towarzyszy zaburzeniom hormonalnym, takim jak wrodzony przerost nadnerczy (zespół nadnerczowo płciowy), hipertrofia łechtaczki może też być częścią obrazu klinicznego zespołów wad wrodzonych, np. zespołu Edwardsa. Przyczyną nabytego przerostu łechtaczki mogą być guzy nowotworowe hormonalnie czynne, np. arrhenoblastoma, zespół policystycznych jajników albo zespół Frasera. Klitoromegalia może być skutkiem jatrogennej ekspozycji na androgeny. Opisano przerost łechtaczki u dzieci matek przyjmujących w ciąży danazol. Rzadkimi przyczynami przerostu łechtaczki są guzy łagodne o charakterze torbieli epidermoidalnej albo nerwiakowłókniaków (zwłaszcza w zespołach nerwiakowłókniakowatości).

## Leczenie
Przerost łechtaczki stanowi skomplikowany problem diagnostyczny, a leczenie zależy od przyczyny tego stanu. Chirurgiczne leczenie nosi nazwę klitoroplastyki.